# 皇家農業大學
皇家農業大學（英語：Royal Agricultural University）是位於英國格洛斯特郡賽倫賽斯特的一所公立大學，前身為皇家農業學院（Royal Agricultural College）。該校創立於1845年，是英語世界中第一所農業學院，並在2013年獲英國樞密院授予大學地位。皇家農業大學的農學院、商學院、馬學院及房地產與土地管理學院向來自45個國家的學生共提供超過30個學士及研究生學位。

## 外部連結
- 官方網站 （页面存档备份，存于）